# 大日本帝国憲法第41条
大日本帝国憲法第41条（だいにほん/だいにっぽん ていこくけんぽう だい41じょう）は、大日本帝国憲法第3章にある、帝国議会の常会（通常会）についての規定である。

## 現代風の表記
- 帝国議会は、毎年これを召集する。

## 解説
帝国議会の召集は、大日本帝国憲法第7条の規定により天皇の勅命で行われた。